# Wilson-Mikity-Syndrom
Das Wilson-Mikity-Syndrom (Abk.: WMS; Syn.: Blasenlungen-Syndrom, Mikity-Wilson-Komplex; Mikity-Wilson-Syndrom, Pneumonie - interstitielle mononukleäre, herdförmige fibrosierende) ist eine sehr seltene chronische Lungenerkrankung bei Frühgeborenen mit Ateminsuffizienz bei Geburt oder nach einem freien Intervall mit zystischem interstitiellem Emphysem (PIE) ohne vorausgegangene maschinelle Beatmung.
Die Eigenständigkeit als Krankheitsbild gegenüber der Bronchopulmonalen Dysplasie ist umstritten.
Lange Zeit war die Bezeichnung verlassen zugunsten der Bronchopulmonalen Dysplasie (BPD). Erst in diesem Jahrtausend erfolgt wieder eine Verwendung in der Fachliteratur.
Die Internationale statistische Klassifikation der Krankheiten und verwandter Gesundheitsprobleme (ICD10) von 2020 führt das Syndrom zusammen mit der Bronchopulmonalen Dysplasie als „P27.- Chronische Atemwegskrankheit mit Ursprung in der Perinatalperiode“. Die ICD-11 wird es unter „KB29.Y“ als „Other specified chronic respiratory disease originating in the perinatal period“ führen.
Die Bezeichnung bezieht sich auf die Autoren der Erstbeschreibung aus dem Jahre 1960, die US-amerikanische Kinderärztin Miriam G. Wilson und den Radiologen Victor G. Mikity.

## Ursache
Als mögliche Ursache werden intrauterine Infektionen diskutiert.

## Klinische Erscheinungen
Klinische Kriterien sind:
- Dyspnoe und Respiratorische Insuffizienz seit Geburt, oder nach freiem Intervall, häufig beatmungs- und sauerstoffbedürftig
- langsam fortschreitende Verschlechterung mit häufiger Apnoe in der 1. bis 6. Lebenswoche
- selten Husten, Auskultation der Lunge negativ oder nur geringe Befunde

Bei einem Teil der Betroffenen kommt es zu einer langsamen Besserung der Atemfunktion.
Die Letalität liegt bei 25–70 %.

## Diagnose
Im zunächst unauffälligen Röntgenbild lässt sich eine hilifugale netzförmige verstärkte Lungenzeichnung symmetrisch in den Oberfeldern erkennen, die im Verlauf deutlicher netzförmig wird und an Honigwaben erinnert. Zusätzlich entwickelt sich basal und hinter dem Sternum das Bild eines Lungenemphysems.

## Therapie
Die Behandlung der Atemstörung erfolgt durch Sauerstoffgabe. Die Erkrankung kann meist nach Wochen bis Monaten vollständig abheilen.